# 全国地域サッカーチャンピオンズリーグ2020
全国地域サッカーチャンピオンズリーグ2020（ぜんこくちいきサッカーチャンピオンズリーグ2020）は、2020年11月6日から11月23日まで、栃木県、兵庫県、佐賀県及び千葉県で開催された44回目の全国地域サッカーチャンピオンズリーグ（地域CL）である。

## 概要
2020年9月2日に日本サッカー協会（JFA）から大会要項が発表された。これに先立って、2020年7月21日に、例年この大会の出場資格を争う大会である「第56回全国社会人サッカー選手権大会」（三重とこわか国体サッカー競技リハーサル大会、通称「全社」）が新型コロナウイルスの感染拡大の影響に伴い中止となったことを受け、出場枠の割り当ての変更が発表された。

## 会場
1次ラウンド
| 組 | 試合会場名                     | 所在地       | 画像 |
| -- | ------------------------------ | ------------ | ---- |
| A  | 下野市大松山運動公園陸上競技場 | 栃木県下野市 |      |
| B  | SAGAサンライズパーク陸上競技場 | 佐賀県佐賀市 |      |
| C  | 五色台運動公園メイングラウンド | 兵庫県洲本市 |      |

決勝ラウンド
| 試合会場名                   | 所在地       | 画像 |
| ---------------------------- | ------------ | ---- |
| ゼットエーオリプリスタジアム | 千葉県市原市 |      |

## 出場チーム
1. 2020年度の各地域リーグより各1チーム（計9チーム）
例年であれば「各リーグ最上位カテゴリの優勝チーム（優勝チームが辞退した場合は2位チーム）」となるが、この年は新型コロナウイルスの感染拡大の影響を受け、一部の地域で選出方法が異なっている。
  - 北海道：北海道十勝スカイアース
  - 東北1部：ブランデュー弘前FC
  - 関東1部：栃木シティFC
  - 北信越1部：福井ユナイテッドFC
  - 東海1部：FC刈谷（リーグ戦中止に伴い、代替大会「2020年度 東海社会人サッカーリーグトーナメント」の1部トーナメント優勝チームを選出）
  - 関西1部：FC TIAMO枚方
  - 中国：SRC広島（リーグ戦中止に伴い、代替大会「CSL Championship2020」の優勝チームを選出）
  - 四国：FC徳島
  - 九州：沖縄SV（リーグ戦途中中止に伴い、理事会にて2019年シーズン優勝の沖縄SVを選出[3]）
2. 各地域リーグで2位となったJリーグ百年構想クラブを補充する（複数存在する場合はJリーグ百年構想クラブに承認された順序が早いクラブを優先する。また、この要件での出場権獲得は各クラブ1回限りとする）。
  - 該当無し（地域リーグ所属の百年構想クラブのうち、栃木シティFCは関東1部優勝で出場権獲得済み、VONDS市原は関東1部4位で要件を満たせず）
3. 1.及び2.の条件で12チームに満たない場合は、地域リーグ2位チームの中で、JFLへ入会を希望するチームを「2010年6月末の全国社会人サッカー連盟加盟登録チームの多い順番（関東→関西→九州→東海→北海道→中国→北信越→東北→四国）」で巡回し輪番により補充する（いわゆる「輪番枠」。2020年度は関東→関西→九州の順）。
  - 関東1部2位：ブリオベッカ浦安
  - 関西1部2位：AS.Laranja Kyoto
  - 九州2位：J.FC MIYAZAKI（リーグ戦途中中止に伴い、2019年シーズン2位で選出）
4. 以上の条件で地域より出場チームがない場合は、全国社会人サッカー連盟で裁定し配分する（上記条件で12チームが決定したため採用せず）。

## 試合方式
JFAの発表した大会要項 に基づく。
- 1次ラウンドは出場12チームを4チームずつ3グループに分け、1回戦総当たりリーグ戦を戦う。各グループ1位の3チームと、各グループ2位のうち成績最上位チームの計4チームが決勝ラウンドに進出する。決勝ラウンドも4チームが1回戦総当たりリーグ戦を戦う。
  - グループ分けについては前年と同様で、2020年10月24日に日本サッカー協会ビルにて以下の方法で行われ、関西サッカーリーグYouTube公式チャンネルで配信された[4]。
    1. 各地域リーグ優勝チームのうち1次ラウンド会場を含む地域である3チーム（下野：栃木C、五色台：枚方、SAGA：沖縄。便宜上「第1グループ」と表現する）、これ以外の各地域リーグ優勝チーム6チーム（同「第2グループ」）、輪番枠で出場する3チーム（浦安、L京都、JFC宮崎。同「第3グループ」）を振り分ける。これにより、「第1グループ」と「第3グループ」の各チームは同一のグループにならないことがあらかじめ決まっている。
    2. グループ名（A・B・C）を記したボールを1つずつ入れた「ポット1」「ポット3」と2つずつ入れた「ポット2」、グループごとのポジション番号（A-1 - C-4）を記したボールを入れた3種類の「ポットA・B・C」、1から4の番号の書かれた「抽選箱」を用意する。
    3. まず「抽選箱」を3回抽選し、グループごとの決勝ラウンドのポジションを決定する。残ったポジションはワイルドカード（1次ラウンド2位最上位）の枠となる。
    4. 次に、第1グループの3チームが「ポット1」を抽選し、これに対応した「ポットA・B・C」を抽選して、1次ラウンド会場とグループを紐付けると共に、各チームのポジションを決定する。
    5. 続いて、第2グループの6チームが「ポット2」と、これに対応した「ポットA・B・C」を抽選して、各チームのポジションを決定する。
    6. 最後に、第3グループの3チームが「ポット3」を抽選し、各チームのポジションを決定する。この場合、同一地域リーグのチームと同じグループになる可能性については考慮されない。
- 試合は45分ハーフで延長戦・PK戦は行わない。
- 1次ラウンド・決勝ラウンドとも、試合ごとに勝ち点（90分での勝利=3、引き分け=1、90分での敗戦=0）を与え、3試合での累計勝ち点により順位を決定する。同勝ち点の場合は得失点差→総得点数→当該チーム間の対戦成績（各グループ2位の最上位を決める場合には比較対象としない）→反則ポイントで優劣を定め、それでも差がつかない場合は抽選とする。

## 試合スケジュール
1次ラウンドは、全試合が全国社会人サッカー連盟（Aグループ・下野）、関西サッカーリーグ（Bグループ・SAGA）、兵庫県社会人サッカー連盟（Cグループ・五色台） のYouTubeチャンネルで生配信された。

### 1次ラウンド

#### Aグループ
| 番 | チーム                 | 点 | 試 | 勝 | 分 | 敗 | 得 | 失 | 差 |
| -- | ---------------------- | -- | -- | -- | -- | -- | -- | -- | -- |
| A2 | 栃木シティFC           | 9  | 3  | 3  | 0  | 0  | 6  | 1  | +5 |
| A4 | 北海道十勝スカイアース | 6  | 3  | 2  | 0  | 1  | 4  | 3  | +1 |
| A1 | ブランデュー弘前FC     | 3  | 3  | 1  | 0  | 2  | 2  | 5  | -3 |
| A3 | AS.Laranja Kyoto       | 0  | 3  | 0  | 0  | 3  | 1  | 4  | -3 |

| #1 | 2020年11月6日 10:45 |

| ブランデュー弘前FC | 0 - 2          | 栃木シティFC                       |
|                    | 公式記録 (PDF) | 田中輝希 59分 (PK) · 吉田篤志 79分 |

| 下野市立大松山運動公園陸上競技場 観客数: 621人 主審: 安川公規 |

| #2 | 2020年11月6日 13:30 |

| AS.Laranja Kyoto | 0 - 1          | 北海道十勝スカイアース |
|                  | 公式記録 (PDF) | 松尾雄斗 76分          |

| 下野市立大松山運動公園陸上競技場 観客数: 226人 主審: 原崇 |

| #7 | 2020年11月7日 10:45 |

| ブランデュー弘前FC | 1 - 0          | AS.Laranja Kyoto |
| 高橋佳 21分        | 公式記録 (PDF) |                  |

| 下野市立大松山運動公園陸上競技場 観客数: 401人 主審: 宗像瞭 |

| #8 | 2020年11月7日 13:30 |

| 栃木シティFC                  | 2 - 0          | 北海道十勝スカイアース |
| 大島嵩弘 18分 · 岡庭裕貴 54分 | 公式記録 (PDF) |                        |

| 下野市立大松山運動公園陸上競技場 観客数: 853人 主審: 高橋悠 |

| #13 | 2020年11月8日 10:45 |

| ブランデュー弘前FC | 1 - 3          | 北海道十勝スカイアース           |
| 川元雄太 32分      | 公式記録 (PDF) | 縄靖也 9分, 87分 · 田中正也 72分 |

| 下野市立大松山運動公園陸上競技場 観客数: 341人 主審: 原崇 |

| #14 | 2020年11月8日 13:30 |

| 栃木シティFC                       | 2 - 1          | AS.Laranja Kyoto   |
| 吉田篤志 80分 (PK) · 田中輝希 83分 | 公式記録 (PDF) | 磯部隼也 58分 (PK) |

| 下野市立大松山運動公園陸上競技場 観客数: 597人 主審: 宗像瞭 |

#### Bグループ
| 番 | チーム           | 点 | 試 | 勝 | 分 | 敗 | 得 | 失 | 差 |
| -- | ---------------- | -- | -- | -- | -- | -- | -- | -- | -- |
| B2 | FC刈谷           | 7  | 3  | 2  | 1  | 0  | 4  | 1  | +3 |
| B1 | ブリオベッカ浦安 | 5  | 3  | 1  | 2  | 0  | 6  | 3  | +3 |
| B3 | 沖縄SV           | 4  | 2  | 1  | 1  | 1  | 5  | 4  | +1 |
| B4 | SRC広島          | 0  | 3  | 0  | 0  | 3  | 1  | 8  | -7 |

| #3 | 2020年11月6日 10:45 |

| ブリオベッカ浦安 | 1 - 1          | FC刈谷      |
| 吉田武史 67分    | 公式記録 (PDF) | 鯉沼晃 43分 |

| SAGAサンライズパーク陸上競技場 観客数: 83人 主審: 谷弘樹 |

| #4 | 2020年11月6日 13:30 |

| 沖縄SV                              | 3 - 1          | SRC広島       |
| 髙原直泰 20分 · 山内達朗 30分, 36分 | 公式記録 (PDF) | 二井野巧 47分 |

| SAGAサンライズパーク陸上競技場 観客数: 85人 主審: 井出本瞭 |

| #9 | 2020年11月7日 10:45 |

| ブリオベッカ浦安              | 2 - 2          | 沖縄SV                     |
| 小島樹 55分 · 山崎紘吉 90+2分 | 公式記録 (PDF) | 髙原直泰 45+1分 (PK), 69分 |

| SAGAサンライズパーク陸上競技場 観客数: 156人 主審: 中村一貴 |

| #10 | 2020年11月7日 13:30 |

| FC刈谷                        | 2 - 0          | SRC広島 |
| 播磨来樹 34分 · 福家勇輝 52分 | 公式記録 (PDF) |         |

| SAGAサンライズパーク陸上競技場 観客数: 86人 主審: 山口隆平 |

| #15 | 2020年11月8日 10:45 |

| ブリオベッカ浦安                             | 3 - 0          | SRC広島 |
| 秋葉勇志 6分 · 吉田武史 33分 · 山崎紘吉 37分 | 公式記録 (PDF) |         |

| SAGAサンライズパーク陸上競技場 観客数: 105人 主審: 井出本瞭 |

| #16 | 2020年11月8日 13:30 |

| FC刈谷         | 1 - 0          | 沖縄SV |
| 佐々木宏樹 5分 | 公式記録 (PDF) |        |

| SAGAサンライズパーク陸上競技場 観客数: 235人 主審: 山口隆平 |

#### Cグループ
| 番 | チーム             | 点 | 試 | 勝 | 分 | 敗 | 得 | 失 | 差 |
| -- | ------------------ | -- | -- | -- | -- | -- | -- | -- | -- |
| C4 | FC TIAMO枚方       | 7  | 3  | 2  | 1  | 0  | 3  | 0  | +3 |
| C3 | 福井ユナイテッドFC | 5  | 3  | 1  | 2  | 0  | 2  | 0  | +2 |
| C2 | FC徳島             | 3  | 3  | 1  | 0  | 2  | 3  | 5  | -2 |
| C1 | J.FC MIYAZAKI      | 1  | 3  | 0  | 1  | 2  | 2  | 5  | -3 |

| #5 | 2020年11月6日 10:45 |

| J.FC MIYAZAKI                          | 2 - 3          | FC徳島                                   |
| 鈴木将馬 29分 (PK) · 曽我部慶太 45+2分 | 公式記録 (PDF) | 後藤卓磨 26分 · 中林一樹 74分, 77分 (PK) |

| 五色台運動公園メイングラウンド 観客数: 75人 主審: 高崎航地 |

| #6 | 2020年11月6日 13:30 |

| 福井ユナイテッドFC | 0 - 0          | FC TIAMO枚方 |
|                    | 公式記録 (PDF) |              |

| 五色台運動公園メイングラウンド 観客数: 105人 主審: 田邉裕樹 |

| #11 | 2020年11月7日 10:45 |

| J.FC MIYAZAKI | 0 - 0          | 福井ユナイテッドFC |
|               | 公式記録 (PDF) |                    |

| 五色台運動公園メイングラウンド 観客数: 138人 主審: 川勝彬史 |

| #12 | 2020年11月7日 13:30 |

| FC徳島 | 0 - 1          | FC TIAMO枚方          |
|        | 公式記録 (PDF) | チョ・ヨンチョル 73分 |

| 五色台運動公園メイングラウンド 観客数: 183人 主審: 舟橋崇正 |

| #17 | 2020年11月8日 10:45 |

| J.FC MIYAZAKI | 0 - 2          | FC TIAMO枚方                 |
|               | 公式記録 (PDF) | 岡本英也 4分 · 小谷健悟 42分 |

| 五色台運動公園メイングラウンド 観客数: 211人 主審: 高崎航地 |

| #18 | 2020年11月8日 13:30 |

| FC徳島 | 0 - 2          | 福井ユナイテッドFC                  |
|        | 公式記録 (PDF) | 金村賢志郎 66分 · 我那覇和樹 90+3分 |

| 五色台運動公園メイングラウンド 観客数: 122人 主審: 舟橋崇正 |

#### 各グループ2位
| 組 | チーム                 | 点 | 試 | 勝 | 分 | 敗 | 得 | 失 | 差 |
| -- | ---------------------- | -- | -- | -- | -- | -- | -- | -- | -- |
| A  | 北海道十勝スカイアース | 6  | 3  | 2  | 0  | 1  | 4  | 3  | +1 |
| B  | ブリオベッカ浦安       | 5  | 3  | 1  | 2  | 0  | 6  | 3  | +3 |
| C  | 福井ユナイテッドFC     | 5  | 3  | 1  | 2  | 0  | 2  | 0  | +2 |

### 決勝ラウンド
| 番 | 位   | チーム                 | 点 | 試 | 勝 | 分 | 敗 | 得 | 失 | 差 |
| -- | ---- | ---------------------- | -- | -- | -- | -- | -- | -- | -- | -- |
| F1 | C1位 | FC TIAMO枚方           | 5  | 3  | 1  | 2  | 0  | 6  | 1  | +5 |
| F3 | B1位 | FC刈谷                 | 5  | 3  | 1  | 2  | 0  | 4  | 1  | +3 |
| F4 | A1位 | 栃木シティFC           | 5  | 3  | 1  | 2  | 0  | 1  | 0  | +1 |
| F2 | WC   | 北海道十勝スカイアース | 0  | 3  | 0  | 0  | 3  | 0  | 9  | -9 |

| #19 | 2020年11月19日 10:45 |

| FC TIAMO枚方                                                      | 5 - 0          | 北海道十勝スカイアース |
| チョ・ヨンチョル 45+2分, 63分 · 佐藤諒 51分 · 福森大樹 87分, 90分 | 公式記録 (PDF) |                        |

| ゼットエーオリプリスタジアム 観客数: 230人 主審: 加藤正和 |

| #20 | 2020年11月19日 13:30 |

| FC刈谷 | 0 - 0          | 栃木シティFC |
|        | 公式記録 (PDF) |              |

| ゼットエーオリプリスタジアム 観客数: 250人 主審: 友政利貴 |

| #21 | 2020年11月21日 10:45 |

| FC TIAMO枚方    | 1 - 1          | FC刈谷      |
| 道上隼人 90+4分 | 公式記録 (PDF) | 鯉沼晃 90分 |

| ゼットエーオリプリスタジアム 観客数: 422人 主審: 原田雅士 |

| #22 | 2020年11月21日 13:30 |

| 北海道十勝スカイアース | 0 - 1          | 栃木シティFC  |
|                        | 公式記録 (PDF) | 大島嵩弘 68分 |

| ゼットエーオリプリスタジアム 観客数: 469人 主審: 梅田智起 |

| #23 | 2020年11月23日 10:45 |

| FC TIAMO枚方 | 0 - 0          | 栃木シティFC |
|              | 公式記録 (PDF) |              |

| ゼットエーオリプリスタジアム 観客数: 863人 主審: 道山悟至 |

| #24 | 2020年11月23日 13:30 |

| 北海道十勝スカイアース | 0 - 3          | FC刈谷                                     |
|                        | 公式記録 (PDF) | 佐藤悠希 15分, 34分 (PK) · 佐々木宏樹 62分 |

| ゼットエーオリプリスタジアム 観客数: 645人 主審: 鈴木智也 |

## 最終結果
- 優勝：FC TIAMO枚方
- 2位：FC刈谷
- 3位：栃木シティFC
- 4位：北海道十勝スカイアース

上位2チームは12月8日に行われたJFL理事会において、JFLへの入会が承認された。